# Rouessé-Vassé
Rouessé-Vassé település Franciaországban, Sarthe megyében. Lakosainak száma 791 fő (2022. január 1.). Rouessé-Vassé Sillé-le-Guillaume, Torcé-Viviers-en-Charnie, Voutré, Le Grez, Parennes, Rouez és Vimartin-sur-Orthe községekkel határos.

## Népesség
A település népessége az elmúlt években az alábbi módon változott:
| Lakosok száma | 810  | 816  | 834  | 813  | 806  | 800  | 795  | 792  | 791  |
|               | 2013 | 2015 | 2016 | 2017 | 2018 | 2019 | 2020 | 2021 | 2022 |